# Juan Villar
Juan Villar Vázquez, né le 19 mai 1988 à Cortegana en Espagne, est un footballeur espagnol, jouant comme attaquant à l'UD Almería.

## Biographie

### Débuts au Recreativo de Huelva
Juan Villar est formé au Recreativo de Huelva et fait ses débuts senior en 2007 avec l'équipe réserve, marquant 11 buts en 24 matches de Tercera División. Il connaît ses débuts professionnels le 31 août 2008 en remplaçant l'Argentin Marco Ruben lors d'un match de Liga contre le Betis Séville. Villar dispute son deuxième et dernier match de la saison le 31 mai 2009, jouant les dernières minutes d'une défaite 2-1 face au Sporting de Gijón.
En manque de temps de jeu, le jeune Villar est prêté au CD San Roque de Lepe (es) pour la saison 2009-2010. Le 30 août 2009, il est titulaire pour ses débuts en Segunda División B et joue les 45 premières minutes d'une victoire 1-5 contre l'UD Marbella. Villar inscrit son premier but la journée suivante, le 5 septembre 2009, et participe à un succès net 3-0 face au Betis Séville B. Il marque à deux reprises le 28 novembre 2009 face à Ceuta lors de la 15e journée de championnat. Rapidement à son aise, Villar forme un duo d'attaque efficace avec Joaquín (es). Pour son dernier match le 9 mai 2010, l'attaquant réalise le premier triplé de sa carrière qui aide San Roque à facilement se défaire de Jerez (es) sur le score de 2-6. Il totalise 10 buts en 30 matches et se retrouve titulaire à 29 reprises. Toutefois, Villar se faire remarquer sur le plan disciplinaire avec trois expulsions reçues, un total important pour un attaquant.
De retour au Recreativo, Villar réintègre une équipe fraîchement reléguée et peut saisir sa chance de se faire une place dans l'effectif. Le 28 août 2010, il joue ses premières minutes en Segunda División contre Elche. Son début de saison est décevant et poussif, Villar devant attendre le mois de mars 2011 pour inscrire son premier but face à Las Palmas. De plus, durant les neuf premières journées, il reçoit six cartons jaune et se fait expulser contre Albacete. Villar retrouve des couleurs au mois d'avril et de mai en marquant trois buts et conclut son exercice avec 5 réalisations en 31 matches. 
Malgré son maigre ratio, Villar commence la saison 2011-2012 comme titulaire. Le début de championnat est encore une fois délicat et le joueur marque son premier but le 19 novembre 2011 contre Alcoyano (défaite 2-1). En janvier 2012, il marque coup sur coup face au Villarreal CF B et Girona FC. Après cela, Villar reste muet jusqu'à la fin de la saison, soit pendant 17 matches. Son bilan est maigre avec 34 matches disputés pour 3 buts.

### Cadix CF
Le 23 juillet 2012, Villar est transféré au Cadix CF, club évoluant en Segunda División B. Retrouvant un championnat où il a excellé, il réalise un doublé contre Loja (es) pour ses débuts le 25 août 2012. Bien qu'irrégulier sur la durée, Villar réalise un autre doublé face à son ancien club, le CD San Roque de Lepe (es), et un triplé, à nouveau contre Loja. Ses performances lui permettent de finir la saison avec un total de 10 buts.
Villar se révèle durant la saison 2013-2014 en marquant fréquemment, réalisant quatre doublés au cours de l'exercice. Il connaît rarement de période sans but et clôt sa saison avec 19 buts, son meilleur total jusque là. La saison 2014-2015 le voit continuer sur sa lancée, bien qu'il soit moins efficace que la précédent, et Villar marque 13 buts. Quittant le club durant l'été 2015, il compte 114 rencontres et 42 buts inscrits en compétitions officielles.

### Real Valladolid
Le 2 juillet 2015, Villar s'engage en faveur du Real Valladolid et retrouve la Segunda División. Il dispute son premier match le 22 août 2015 où il est titulaire contre Córdoba. Villar trouve le chemin des filets la journée suivante et contribue au premier succès de la saison face à Alcorcón (2-0). L'attaquant est nommé meilleur joueur du mois de décembre pour avoir marqué quatre fois en trois rencontres. Le 12 mars 2016, il réalise un triplé contre le Real Oviedo (victoire 2-4 à l'extérieur). Lors de la saison 2015-2016, Villar inscrit 15 buts en championnat.
Villar est moins en vue la saison suivante, perdant également en temps de jeu. Il inscrit son premier but de l'exercice le 16 octobre 2016 contre le Gimnàstic Tarragone et contribue à un succès important sur le plan moral pour Valladolid, qui n'a engragé qu'une victoire sur cinq matches avant la rencontre. Bien que moins décisif devant le but, Villar marque à dix reprises et certaines de ses réalisations apportent des points à Valladolid, comme son but lors de la victoire 1-0 face au Cadix CF le 10 juin 2017.

### CD Tenerife
Le 29 juin 2017, Villar rejoint le CD Tenerife, paraphant un contrat de trois ans. Remplaçant lors de son premier match le 18 août 2017, il entre en jeu pour les sept dernières minutes de la rencontre contre la Real Saragosse qui se solde par un succès 1-0. Le 11 octobre 2017, Villar égalise en seconde période face au Real Oviedo et permet aux siens d'arracher un nul 1-1. Malgré de deux doublés, respectivement contre Córdoba et Tarragone, le joueur est souvent blessé et ne peut réaliser une saison complète. Villar termine l'exercice avec 25 matches et 9 buts inscrits. 

### CA Osasuna
Le 27 juillet 2018, Villar s'engage trois ans au CA Osasuna pour un montant de 850 000 euros avec variables tandis que sa clause libératoire est fixée à 3 millions d'euros.
Villar commence sur le banc lors de son premier match le 19 août 2018 et entre en jeu à la place de Kike Barja contre le RCD Majorque en Segunda División. Titularisé lors de la deuxième journée, il se montre décisif en ouvrant le score de la tête face à Elche mais les Navarrais sont rattrapés au score et concède le nul 1-1. En forme, Villar marque quatre buts en autant de matchs entre septembre et octobre. Le 23 décembre 2018, il offre la victoire à Osasuna contre Reus et marque par la même occasion son centième but en championnat depuis ses débuts professionnels en 2008. En baisse de régime durant la phase retour, Villar finit la saison avec 12 buts en championnat, à égalité avec son coéquipier Roberto Torres. Il remporte son premier trophée en carrière, Osasuna finissant sacré champion et retrouvant la Liga.
La montée est synonyme de perte de temps de jeu pour Villar qui n'est plus un titulaire indiscutable avec l'arrivée d'Ezequiel Ávila. Il ne dispute que neuf matches lors de la phase aller, sur une vingtaine de possible. Toutefois, Villar marque son premier but en Liga contre le Deportivo Alavés en novembre 2019, transformant un penalty pour un succès 4-2. Il inscrit également un but en Copa del Rey face à Lorca.
Le 20 février 2020, Villar est logiquement prêté au Rayo Vallecano pour le reste de la saison. Il entre en jeu trois jours plus tard contre la SD Huesca en Segunda División. Au mois de mars 2020, le championnat est momentanément interrompu à cause de la pandémie de Covid-19 qui sévit en Espagne et reprend en juin. La reprise permet à Villar de s'emparer de la place de titulaire et répondre à la confiance de son entraîneur. Il inscrit trois doublés aux dépens de La Corogne, Saragosse et Almería et termine son prêt avec 7 buts en 14 rencontres. 

### UD Almería
Le 12 septembre 2020, Villar signe à l'UD Almería pour la somme de 450 000 euros.
Villar joue son premier match le 27 septembre, titulaire sur le front de l'attaque et délivre une passe décisive lors d'une victoire 0-2 à l'extérieur contre le CD Lugo,.

## Statistiques
| Saison                | Club                  | Championnat           | Championnat | Championnat | Championnat | Coupe(s) nationale(s) | Coupe(s) nationale(s) | Coupe(s) nationale(s) | Autres compétitions | Autres compétitions | Autres compétitions | Autres compétitions | Total | Total | Total |
| Saison                | Club                  | Division              | M.          | B.          | P.d.        | M.                    | B.                    | P.d.                  | Comp.               | M.                  | B.                  | P.d.                | M.    | B.    | P.d.  |
| 2007-2008             | Recreativo de Huelva  | Liga                  | 2           | 0           | 0           | -                     | -                     | -                     | -                   | -                   | -                   | -                   | 2     | 0     | 0     |
| 2009-2010             | Recreativo de Huelva  | 2ª                    | 30          | 5           | 1           | 1                     | 0                     | 0                     | -                   | -                   | -                   | -                   | 31    | 5     | 1     |
| 2010-2011             | Recreativo de Huelva  | 2ª                    | 34          | 3           | 0           | -                     | -                     | -                     | -                   | -                   | -                   | -                   | 34    | 3     | 0     |
| Sous-total            | Sous-total            | Sous-total            | 66          | 8           | 1           | 1                     | 0                     | 0                     | -                   | -                   | -                   | -                   | 67    | 8     | 1     |
| 2008-2009             | CD San Roque (prêt)   | 2ªB                   | 30          | 10          | -           | -                     | -                     | -                     | -                   | -                   | -                   | -                   | 30    | 10    | 0     |
| Sous-total            | Sous-total            | Sous-total            | 30          | 10          | -           | -                     | -                     | -                     | -                   | -                   | -                   | -                   | 30    | 10    | 0     |
| 2011-2012             | Cadix CF              | 2ªB                   | 36          | 10          | 1           | 2                     | 0                     | 0                     | -                   | -                   | -                   | -                   | 38    | 10    | 1     |
| 2012-2013             | Cadix CF              | 2ªB                   | 34          | 18          | -           | -                     | -                     | -                     | BR                  | 2                   | 1                   | -                   | 36    | 19    | 0     |
| 2013-2014             | Cadix CF              | 2ªB                   | 30          | 12          | -           | 4                     | 1                     | 0                     | BR                  | 6                   | 0                   | -                   | 40    | 13    | 0     |
| Sous-total            | Sous-total            | Sous-total            | 100         | 40          | 1           | 6                     | 1                     | 0                     | -                   | 8                   | 1                   | -                   | 114   | 42    | 1     |
| 2015-2016             | Real Valladolid       | 2ª                    | 39          | 15          | 5           | 1                     | 0                     | 0                     | -                   | -                   | -                   | -                   | 40    | 15    | 5     |
| 2016-2017             | Real Valladolid       | 2ª                    | 31          | 10          | 4           | 1                     | 0                     | 0                     | -                   | -                   | -                   | -                   | 32    | 10    | 4     |
| Sous-total            | Sous-total            | Sous-total            | 70          | 25          | 9           | 2                     | 0                     | 0                     | -                   | -                   | -                   | -                   | 72    | 25    | 9     |
| 2017-2018             | CD Tenerife           | 2ª                    | 25          | 9           | 3           | -                     | -                     | -                     | -                   | -                   | -                   | -                   | 25    | 9     | 3     |
| Sous-total            | Sous-total            | Sous-total            | 25          | 9           | 3           | -                     | -                     | -                     | -                   | -                   | -                   | -                   | 25    | 9     | 3     |
| 2018-2019             | CA Osasuna            | 2ª                    | 29          | 12          | 2           | -                     | -                     | -                     | -                   | -                   | -                   | -                   | 29    | 12    | 2     |
| 2019-2020             | CA Osasuna            | Liga                  | 10          | 1           | 0           | 3                     | 1                     | 0                     | -                   | -                   | -                   | -                   | 13    | 2     | 0     |
| Sous-total            | Sous-total            | Sous-total            | 39          | 13          | 2           | 3                     | 1                     | 0                     | -                   | -                   | -                   | -                   | 42    | 14    | 2     |
| 2019-2020             | Rayo Vallecano (prêt) | 2ª                    | 14          | 7           | 2           | -                     | -                     | -                     | -                   | -                   | -                   | -                   | 14    | 7     | 2     |
| Sous-total            | Sous-total            | Sous-total            | 14          | 7           | 2           | -                     | -                     | -                     | -                   | -                   | -                   | -                   | 14    | 7     | 2     |
| 2020-2021             | UD Almería            | 2ª                    | 21          | 2           | 1           | 5                     | 1                     | 1                     | -                   | -                   | -                   | -                   | 26    | 3     | 2     |
| Sous-total            | Sous-total            | Sous-total            | 21          | 2           | 1           | 5                     | 1                     | 1                     | -                   | -                   | -                   | -                   | 26    | 3     | 2     |
| Total sur la carrière | Total sur la carrière | Total sur la carrière | 365         | 114         | 19          | 17                    | 3                     | 1                     | -                   | 8                   | 1                   | -                   | 390   | 118   | 20    |

## Palmarès
Avec le CA Osasuna, Villar est sacré champion de Segunda División en 2019.
Au niveau personnel, Villar reçoit le trophée du « Meilleur joueur du mois » en décembre 2015, alors qu'il joue pour le Real Valladolid.